# Resolució 261 del Consell de Seguretat de les Nacions Unides
La Resolució 261 del Consell de Seguretat de les Nacions Unides, aprovada per unanimitat el 10 de desembre de 1968, després de reafirmar les resolucions prèvies sobre el tema, i observant els recents esdeveniments esperançadors, el Consell va ampliar l'estacionament a Xipre de la Força de les Nacions Unides pel Manteniment de la Pau a Xipre per un altre període, que acaba el 15 de juny de 1969. El Consell també va demanar a les parts directament interessades que continuessin actuant amb la màxima restricció i cooperessin plenament amb la força de manteniment de la pau.